# 鄭玄

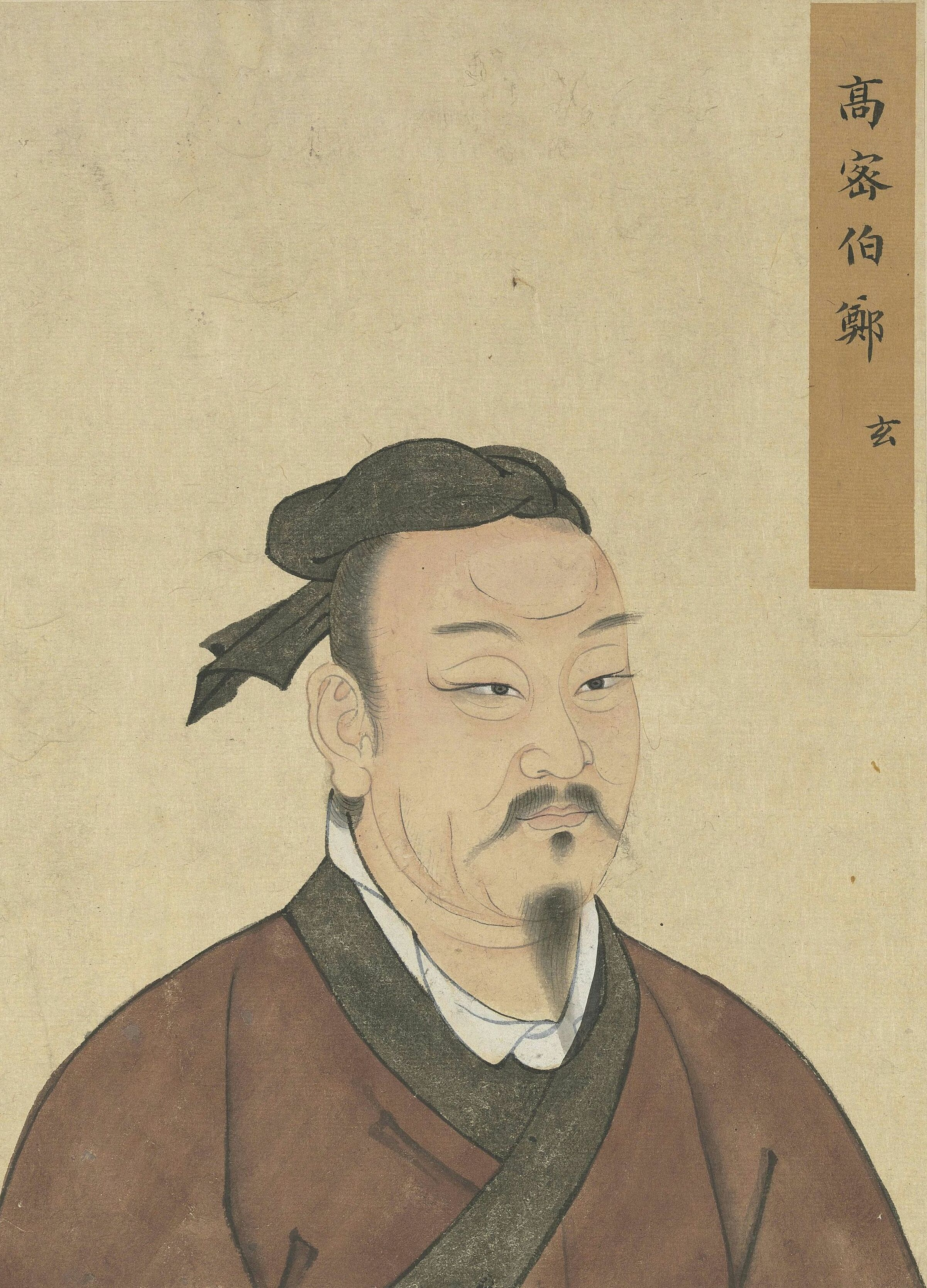
鄭玄

鄭 玄（じょう げん、てい げん、127年8月29日（永建2年7月5日） - 200年（建安5年）6月）は、後漢末の儒学者。字は康成。青州北海郡高密県の出身。祖父は鄭明。父は鄭謹。子は鄭益。孫は鄭小同。
姓は呉音で「じょう」と読むことがある。

## 概要
鄭玄は、今文・古文を兼修し数多くの経書に注釈を著した、後漢を代表する学者の一人。そのうち特に『周礼』『儀礼』『礼記』に対する鄭玄の注釈は「三礼注」と総称され、現在もなおその地位を失っていない。

## 生涯
鄭玄の伝記資料には、『後漢書』の鄭玄列伝のほか、『鄭玄別伝』（佚書）などが挙げられる。ここでは、藤堂明保の整理と王利器の年譜に基づいて鄭玄の生涯を述べる。
鄭玄の八世前には、哀帝の時に尚書僕射まで昇進した鄭崇がおり、鄭崇以来先祖はしばらく平陵に居を構えたが、数代後に高密に戻った。鄭玄の生家はあまり裕福ではなく、鄭玄は地方で税の取り立てを行う小役人の仕事をしていた。鄭玄は役人の仕事には熱心ではなかったので、父は怒ったが、学問を禁止する事はできなかったという。

### 修学時代
鄭玄は13歳のころ（永和4年）、五経を暗誦し、天文・占術などを学んだ。21歳には、広く典籍を極め、暦数図緯の書や算術を身につけた。
その後、太学に遊学した。京兆の第五元から、『京氏易』『公羊春秋』『三統暦』『九章算術』を学んだ。さらに東郡の張恭祖から『周官』『礼記』『左氏春秋』『韓詩』『古文尚書』を学んだ。遊学した年齢については、『鄭玄別伝』には21歳とあるが、これは『後漢書』鄭玄伝に「鄭玄は遊学してから、十余年で郷里に帰った」「年が四十を過ぎ、故郷へ供養に帰った」とあることと合わない。そこで清朝考証学者の鄭珍は、20歳過ぎまで役人を務め、25歳頃に太学遊学をしたとする。
そして、鄭玄は盧植の紹介によって、当時一流の儒学者だった馬融の元に留学した。馬融は400人の弟子を抱える大学者であるが、驕貴な性格であった。鄭玄は3年間馬融に会えず、その弟子から指導を受けた。後に馬融との対面がようやく叶った鄭玄は、馬融の質問によく答えたため、馬融から感心された。鄭玄が郷里に戻る事になった際、馬融はこれを非常に惜しんだという。

### 帰郷
鄭玄は40歳を過ぎて、郷里に戻り弟子をとって学問を指導した。生活は貧しく、鄭玄は東萊に畑を耕したが、これには数百から数千ほどの学生が同行した。この時の生活は、学塾の維持経営のため、学生たちと共同生活しながら研究と生産労働を行うものであったと考えられる。

### 党錮の禁
党錮の禁が起き、同郡の孫嵩ら40人程が禁錮処分になると、鄭玄もその影響を受け、門を閉ざし外出しないようになった。これは建寧4年（171年）、鄭玄が45歳の時のことで、その後党錮が解かれる中平元年（184年）までの間、鄭玄は学塾を経営しながら『周礼』『儀礼』『礼記』に対する注を執筆した。また、この頃、何休は公羊学を好み、『公羊墨守』『左氏膏肓』『穀梁廃疾』を著述したが、鄭玄はそれらの著書に反論をしたところ、何休は鄭玄の学識に感嘆したという話が残っている。

### 遍歴時代
鄭玄が58歳の時に党錮の禁が解除されて以来、鄭玄は悲惨な流亡に終始しなければならなかった。
中平3年（186年）、何進が鄭玄を招こうとした。州郡が何進の権威を楯に鄭玄を脅したため、鄭玄は止むを得ずその招きを受けた。何進が鄭玄を厚遇し丁重に扱ったが、鄭玄は一泊しただけですぐに逃走した。また、中平5年、袁隗が鄭玄を侍中に任命させようとすると、鄭玄は父の喪を理由に辞退した。
中平5年、黄巾の乱を避けて、学塾を高密から東萊の不其山に遷す。翌年、孔融の支援を受けて、再び高密に戻る。当時の有力者である孔融は鄭玄を深く敬っており、屋敷を造営し、鄭玄のために高密県へ布告を出して「鄭公郷」という郷を特別に設置させたという。なお、不其山への移動を初平2年または3年とする説もある。
初平2年（191年）、董卓が長安に遷都すると、公卿らは鄭玄を趙国の相に推挙したが、道が途絶していたため命令が鄭玄の元まで届かなかった。この頃、青州で黄巾の残党が蜂起し、鄭玄は徐州に避難し、徐州牧の陶謙の庇護を受けた。

### 再度の帰郷
建安元年（196年）、鄭玄は徐州を離れ高密県に帰還した。道々で黄巾の残党数万人と遭遇したが、賊らは鄭玄を見ると皆拝礼し、またお互いに県境へ侵入しないよう約束した。その後、鄭玄は病が篤くなったため子に書をしたためた（戒子書）。
建安5年（200年）、袁紹は鄭玄を賓客として呼び寄せた。袁紹は鄭玄を茂才に推挙し、左中郎将に任命させようとしたが、鄭玄は全て辞退した。やがて大司農に推薦されたものの、鄭玄は病を理由に家に戻った。この頃、夢枕に孔子が現れたため、鄭玄は自分の寿命が近い事を悟り、やがて寝たきりとなった。この頃は、袁紹と曹操が官渡で争っていた時期であり、袁紹は子の袁譚に命じて鄭玄を随軍させようとしたが、応じさせる事はできなかった。鄭玄は元城県まで来たところで病が篤くなり、同年6月に死去した。74歳であった。葬儀は薄葬とするよう遺言したという。

### 弟子
鄭玄の門人で著名な者としては、郗慮・王基・崔琰らがいる。また、国淵や任嘏が幼い時、鄭玄は「2人は成長して立派な人物になるであろう」と予言し、後に的中した。他に劉備が徐州を治めた時、門人の孫乾も仕官させている。劉備も鄭玄に教えを受け、後に家臣の諸葛亮に対し「これまで陳紀殿や鄭玄殿の所へ赴き、いつも政治について素晴らしい教えを受けていたが、大赦の話は両先生ともお話になったことがなかった。」といい、年ごとに大赦を行なっていた劉表・劉璋らを批判している。

## 鄭玄の学問
前漢の経学は今文学が盛んで、一経を専修し、師説を継承するのを良しとした。後漢になると、馬融を始めとする古文学が発展し、一人で複数の経典を兼修するなど、学風に変化が生じた。ここに登場した鄭玄は、広く経書全般を研究し、今文・古文の諸説を統合して一家の説を形成するものであった。

### 学問方法
鄭玄の学問方法は、テキストの校訂、訓詁学の技法の利用などが指摘されるが、特に重要な点は、ある経書を注釈する場合に必ず他の経書を引用して証明することである。これによって、経書それぞれが補い合い、決して相互に矛盾しないことを示そうとする。ここには、注釈を通して経学の無謬で完璧な世界を構築しようとする意図が認められる。
また、特に『周礼』を重視し、これを礼学の中心に据えて理解した。

### 著作
経書に幅広く注釈を附しており、尚書、毛詩、周礼、儀礼、礼記、論語、孝経のほか、尚書大伝、緯書にも注釈を附した。著作としては、『魯禮禘祫義』『六芸論』『毛詩譜』のほか、許慎に反論した『駁五経異義』、何休に反論した『発墨守』『鍼膏肓』『釈廃疾』などがある。また、鄭玄の弟子が、鄭玄との問答を整理して『鄭志』を作っている。
このうち、完全な形で現存するものは『毛詩』に対する注釈（鄭玄箋）と、『周礼』『儀礼』『礼記』の三礼に対する注釈である。この他の著作も、他書に引かれる佚文を集める輯佚の作業が進められており、その一部を窺うことができる。

### 後世に与えた影響
鄭玄の学説は後漢の他の学者とは異なる場合が多く、魏の王粛などは鄭説を批判した。また、『周易』『尚書』『論語』などの鄭注は、その後に作られた他の注釈が主流となり、散佚することとなった。しかし、『毛詩』鄭箋と三礼注は重要な扱いを受け続けた。
鄭玄の経典解釈の功績は甚大であり、特に礼学の研究においては、唐代・宋代など時期を問わずに最もよく利用された。特に、清代の考証学では、鄭玄が多数の訓詁を残していることから、考証材料としてよく利用された。

## 作品への登場

### 三国志演義
小説『三国志演義』に登場する。劉備が袁術を討った後、曹操から自立して袁紹と手を結ぶのに協力し、依頼を受けて袁紹への推薦状をしたためている。袁紹は袁術を討った劉備を恨んでいたが、鄭玄の手紙を見て劉備への態度を一転させ、同盟関係を結ぶ事になっている。

### 鄭玄を題材とした日本の作品
- 三国志外伝 「鄭玄」（小説、宮城谷昌光、文藝春秋）